# Funkytown
«Funkytown» es una canción interpretada por la banda estadounidense Lipps Inc. y escrita por Steven Greenberg. Fue lanzada en 1979 y pertenece a los géneros disco, R&B y electro funk. Alcanzó gran popularidad en su época y hasta la fecha sigue siendo icónica. En la lista Billboard Hot 100, alcanzó el primer puesto y, en la R&B Singles, el segundo puesto. Además, tuvo el primer puesto en Alemania, Austria, Suiza, Noruega, Australia y los Países Bajos. En el Reino Unido y Suecia, obtuvo el segundo puesto. Se cree que la canción se escribió mientras la banda de música vivía en Minneapolis (Minnesota, EE. UU.) y deseaba mudarse a la ciudad de Nueva York.
La primera versión de la canción dura cuatro minutos. No obstante, la canción se alargó a siete minutos y cincuenta segundos debido a su popularidad en las discotecas estadounidenses.

## Video musical
La banda filmó dos vídeos para su canción. El primero se grabó en una discoteca en la que un grupo de mujeres salían bailando mientras una mujer negra simula cantar sobre la voz grabada de Cynthia Johnson. En el segundo vídeo, también aparece un grupo de mujeres bailando pero sobre un fondo de figuras abstractas, mientras el lip synch lo realiza Debbie Jenner. Finalmente, en 2010 la empresa de videojuegos Ubisoft publicaría un tercer vídeo privado para su juego Just Dance 2, esta canción también se utiliza en Eiga Tamagotchi.

## Otros usos y versiones
- En 1980, la banda infantil española Parchís la versiona y la incluye en el disco "El Twist del colegio".
- En 1986, fue versionada por la banda australiana de new wave Pseudo Echo, la cual obtuvo un relativo éxito en varias partes del mundo, liderando las listas de Australia, Canadá y Nueva Zelanda.[9]
- En 1995, la cantante de música tejana Selena realizó su versión para su «popurrí» de música disco en su último concierto televisado. Posteriormente fue incluido en la banda sonora de la película biográfica de la artista.
- En 2000 hizo parte de la banda sonora del episodio Rollerskates en la serie Malcolm in the middle
- Se utilizó como parte de la banda sonora de la película animada de Dreamworks, Shrek 2 (2004).
- En 2005, el dúo belga de electro rock Soulwax incluyó elementos de "Funkytown" en su canción "NY Lipps" incluida en su álbum Nite Versions.[10]
- En Argentina, se utilizó la canción para varias publicidades del vermú Cinzano entre los años 2009 y 2010.
- En 2007 fue utilizada como desbloqueable para el juego Rayman Raving Rabbids 2.
- En 2022, la canción fue versionada por la artista St. Vincent para ser parte de la banda sonora de la película Minions: The Rise of Gru.

## Posicionamiento en listas y certificaciones
| Lista (1980)                          | Mejor posición |
| ------------------------------------- | -------------- |
| Alemania (Offizielle Deutsche Charts) | 1              |
| Australia (Kent Music Report)         | 1              |
| Austria (Ö3 Austria Top 40)           | 1              |
| Bélgica (VRT Top 30 flamenco)         | 1              |
| Canadá (RPM 100 Singles)              | 1              |
| Dinamarca                             | 1              |
| España (AFYVE)                        | 1              |
| Estados Unidos (Billboard Hot 100)    | 1              |
| Estados Unidos (Hot Dance Club Play)  | 1              |
| Estados Unidos (Hot R&B Singles)      | 2              |
| Euriopa (Eurochart Hot 100)           | 1              |
| Francia (SNEP)                        | 1              |
| Irlanda (IRMA)                        | 3              |
| Israel (Israel Singles Chart)         | 1              |
| Italia (FIMI)                         | 5              |
| Noruega (VG-lista)                    | 1              |
| Países Bajos (Dutch Top 40)           | 1              |
| Nueva Zelanda (Recorded Music NZ)     | 1              |
| Reino Unido (UK Singles Chart)        | 2              |
| Suecia (Sverigetopplistan)            | 2              |
| Suiza (Schweizer Hitparade)           | 1              |
| Sudáfrica (Springbok Radio)           | 5              |

| País           | Organismo certificador | Certificación | Ref.   |
| -------------- | ---------------------- | ------------- | ------ |
| Alemania       | BVMI                   | Oro           | [ 31 ] |
| Canadá         | CRIA                   | 2× Platino    | [ 32 ] |
| Estados Unidos | RIAA                   | Platino       | [ 33 ] |
| Francia        | SNEP                   | Oro           | [ 34 ] |
| Reino Unido    | BPI                    | Plata         | [ 35 ] |

## Sucesión en listas
| Anterior: «Call Me» de Blondie                     | Billboard Hot 100 — Sencillo Nro 1 31 de mayo de 1980 — 21 de junio de 1980   | Siguiente: «Coming Up» de Paul McCartney                             |
| Anterior: «Sun of Jamaica» de Goombay Dance Band   | Dutch Top 40 — Sencillo Nro 1 31 de mayo de 1980 — 14 de julio de 1980        | Siguiente: «Cara Mia» de Jay and the Americans                       |
| Anterior: «What's Another Year» de Johnny Logan    | Eurochart Hot 100 — Sencillo Nro 1 19 de junio de 1980 — 7 de agosto de 1980  | Siguiente: «Xanadu» de Olivia Newton-John & Electric Light Orchestra |
| Anterior: «Coming Up» de Paul McCartney            | RPM Top Singles — Sencillo Nro 1 12 de julio de 1980 — 19 de julio de 1980    | Siguiente: «Little Jeannie» de Elton John                            |
| Anterior: «Can't Stop the Music» de Village People | Kent Music Report — Sencillo Nro 1 4 de agosto de 1980 — 11 de agosto de 1980 | Siguiente: «Moskau» de Dschinghis Khan                               |